# Grönhult, Västerviks kommun
Grönhult är en by i Blackstads socken i Västerviks kommun. Orten var till och med år 2005 klassad som en småort med 61 invånare på en yta av 9 hektar.